# Habura (Tigris)
Habura, Habur ili Mala Habura, Mali Habur ( latinski Chabura, kurdski: Xabûr‎, Ava Xabûr ili Xabîr, turski: Habur, Khabir ili Habur Suyu (Haburska voda)), rijeka koja izvire u Turskoj, teče kroz Irak i ulijeva se u Tigris na tromeđi Turske, Iraka i Sirije.
Izvire u okrugu Uludereu u Turskoj. Nastaje od mnoštva malih rječica koje se slijevaju sa središnjeg Taurskog gorja, s Bolkarskog gorja jugoistočno od Hakkârija. Otamo teče južno, prelazi tursko-iračku granicu i utječe u Irački Kurdistan prije nego skrene zapadno prema Tigrisu. Zakho je važni grad na rijeci. Ondje stari most Delal premošćuje rijeku. Nekoliko kilometara zapadno od Zakha, u Haburu pritječe njen glavni pritok Hezil Suyu (tur. Hezil Çayı, Nizilska rijeka, ara. Nahr al-Hayzal, kurd. Ava Hêzil, Ava Nezîl), što tvori dio granice između Iraka i Turske. Otamo Habura čini granicu oko 20 km do Tigrisa i ondje je često nazivaju (i često pogrešno zamijene) za Hezil Suyu.